# シンメトリア (小惑星)
シンメトリア（英語：9669 Symmetria）は、小惑星帯に位置する小惑星。パオロ・G・コンバがアリゾナ州のプレスコットで発見した。
小惑星番号の9669が対称性（シンメトリー）のある数字であることから命名された。